# Stadtplanung

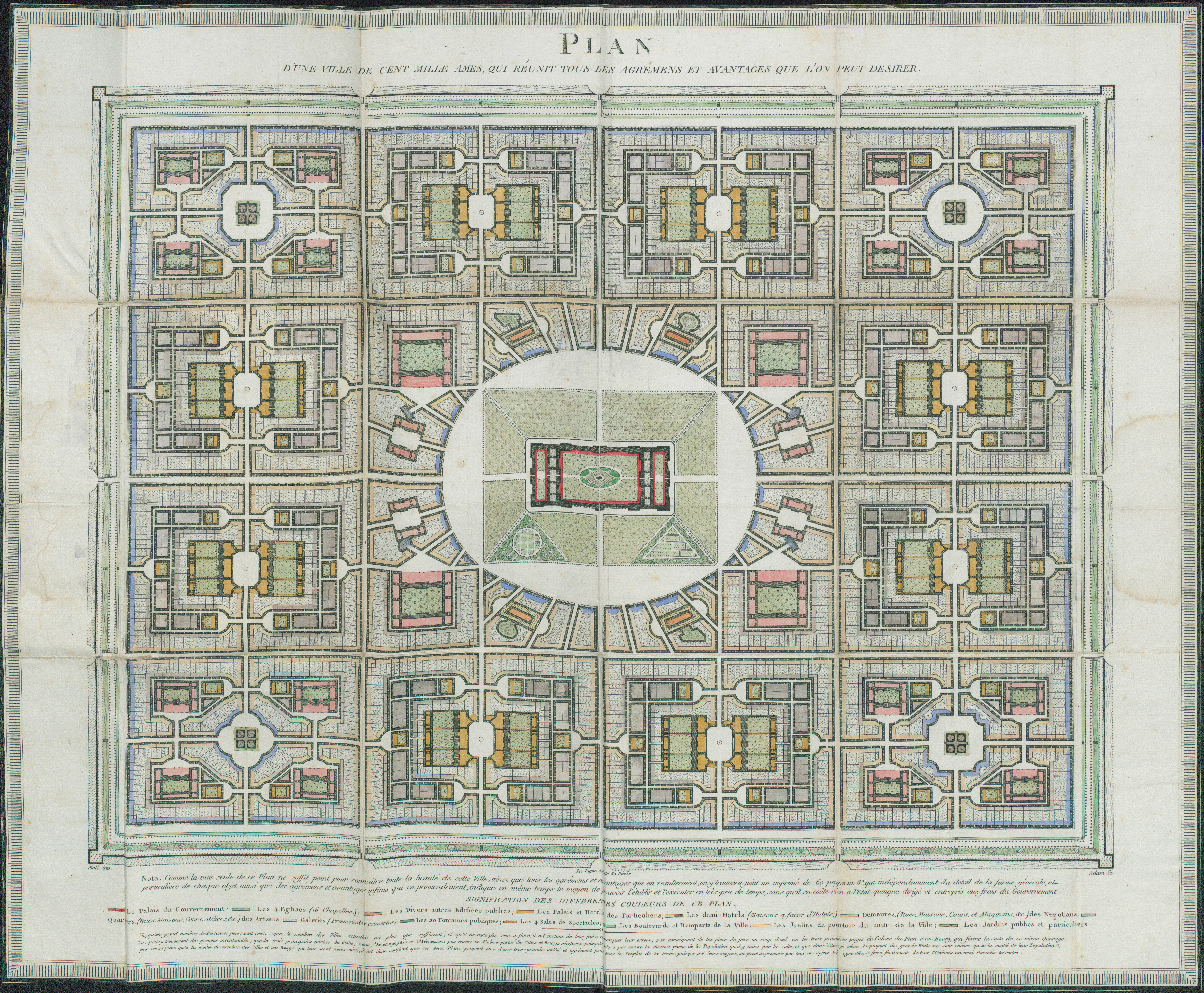
Plan einer Idealen Stadt/Planstadt für 100.000 Einwohner (Jean-Jacques Moll, 1801)

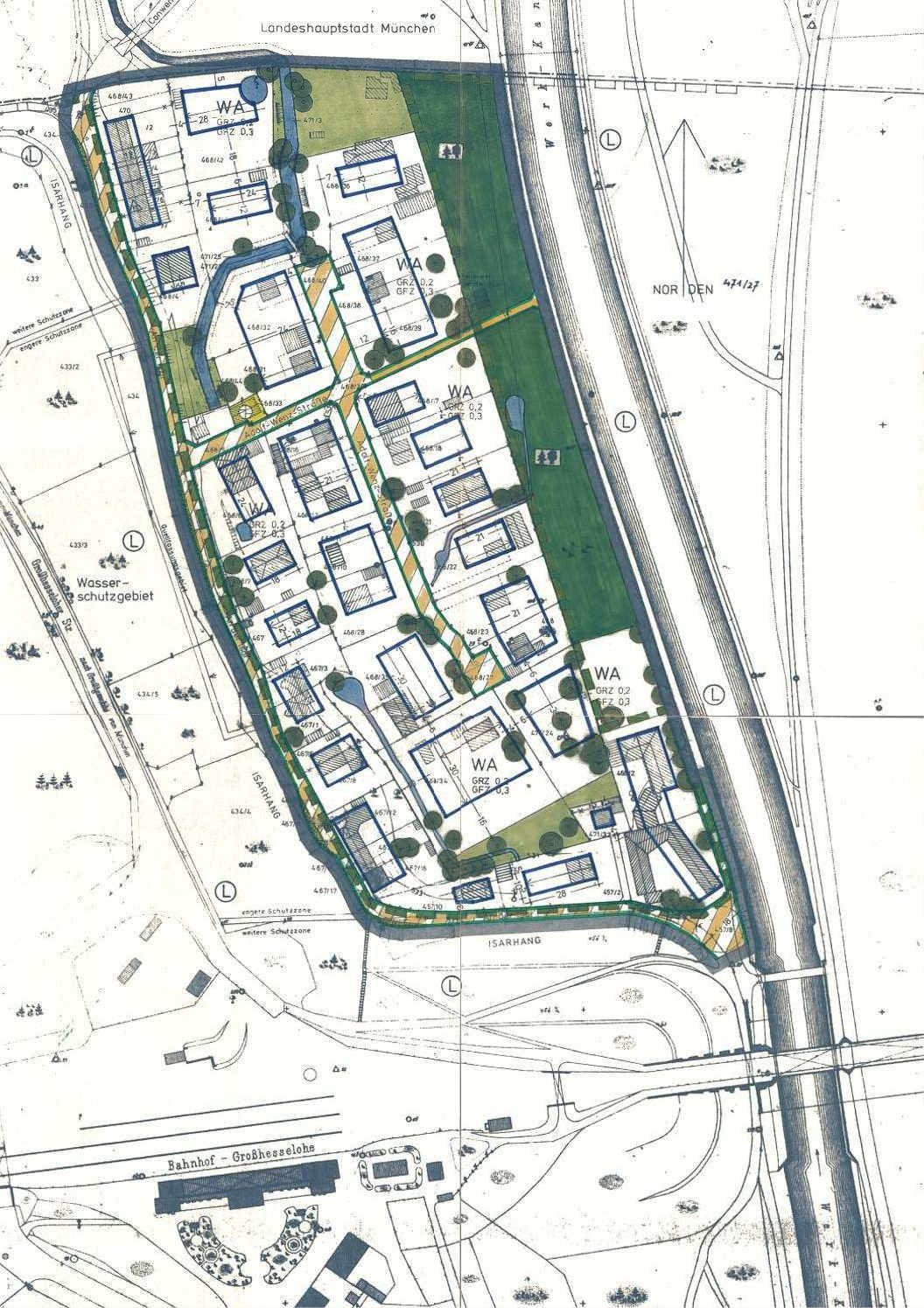
Beispiel eines Bebauungsplans (Pullach im Isartal)

Die Stadtplanung beschäftigt sich mit der Erarbeitung und Realisierung von wünschenswerten, den menschlichen Bedürfnissen entsprechenden zukünftigen Zuständen einer Stadt und ihrer Teilbereiche. Sie erarbeitet räumliche Konzepte und Prozesse und berücksichtigt dabei insbesondere ökonomische, ökologische, soziale, gestalterische und technische Gesichtspunkte. In der Regel ist sie staatlich institutionalisiert und ordnet verbindlich die Bodennutzung im Gemeindegebiet. Dies umfasst sowohl die öffentliche und die private Bautätigkeit als auch die raumbezogene Infrastrukturentwicklung, im Idealfall unter Abwägung aller öffentlichen und privaten Belange mit dem Ziel der Konfliktminimierung.
Im Fach Stadt- und Regionalplanung, das diverse Hochschulen als Studiengang anbieten, wird zusätzlich die Planung auf übergeordneter räumlicher Ebene (Region oder Land) betrachtet. Die Raumplanung umfasst begrifflich zusätzlich auch die Entwicklung von Landgemeinden bzw. Dörfern. Der stärker architektonisch ausgerichtete Städtebau befasst sich im Besonderen mit den sichtbaren und gestalterischen Aspekten der Stadtplanung.

## Einführung

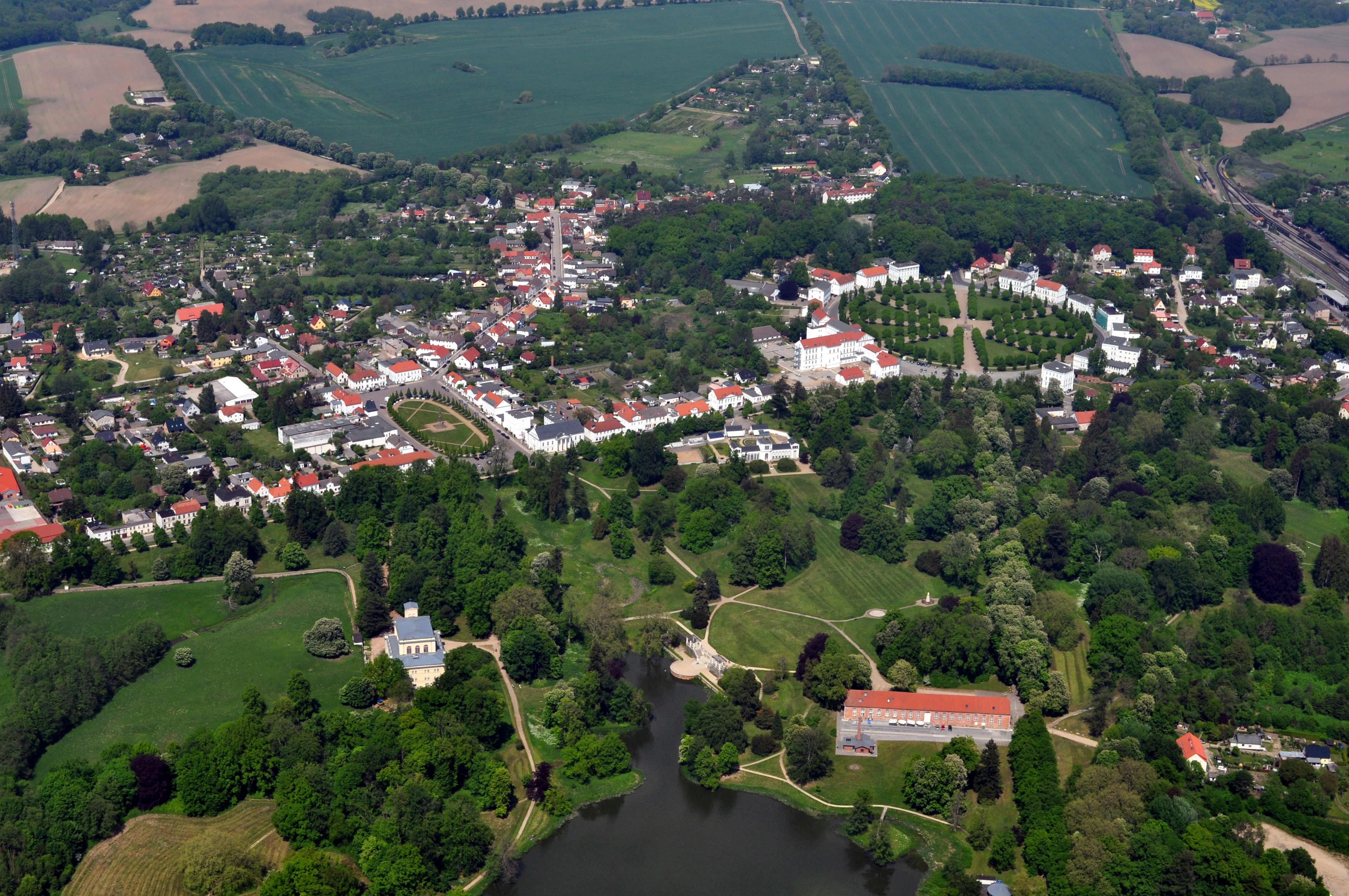
Putbus auf der Insel Rügen, ein Beispiel für Stadtplanung im Klassizismus des frühen 19. Jahrhunderts

Die mit Stadtplanung beschäftigten Fachleute (meist Stadtplaner, aber auch Architekten, Bauingenieure, Geografen, Landschafts- oder Raumplaner sowie Verkehrsingenieure) werden als Stadtplaner bezeichnet. In Deutschland ist diese Berufsbezeichnung in allen deutschen Bundesländern gesetzlich geschützt und darf nur von den Fachleuten verwendet werden, die in der entsprechenden Liste der Stadtplaner- und Architektenkammern der Länder eingetragen sind. Stadtplaner arbeiten zum überwiegenden Teil in der öffentlichen Verwaltung der Kommunen und in freien Planungsbüros für Städtebau/Stadtplanung, teils aber auch in Architektur-, Landschaftsplanungs-, Verkehrsplanungs- und Ingenieurbüros, in intermediären Institutionen sowie an den einschlägigen Fachbereichen der Universitäten und Fachhochschulen. Die Stadtplanung ist eine Disziplin, die an einigen Hochschulen als eigenständiges Studienfach oder als Vertiefung in einer fachverwandten Ausbildung wie der Architektur, dem Bauingenieurwesen, der Geografie, der Raumplanung oder dem Verkehrswesen gelehrt wird.
Gesetzliche Aufgabe der Stadtplanung in Deutschland ist die Erzielung einer nachhaltigen städtebaulichen Entwicklung der Städte und Gemeinden sowie deren Teilgebiete. Dabei sind die sozialen, wirtschaftlichen und ökologischen Anforderungen miteinander in Einklang zu bringen. Eine dem Wohl der Allgemeinheit dienende sozial gerechte Bodennutzung ist zu gewährleisten. Stadtplanung soll dazu beitragen, eine menschenwürdige Umwelt zu sichern und die natürlichen Lebensgrundlagen zu schützen und zu entwickeln, auch in Verantwortung für den allgemeinen Klimaschutz. Darüber hinaus soll die städtebauliche Gestalt und das Orts- und Landschaftsbild baukulturell erhalten und entwickelt werden. Grünordnung und Landschaftsplanung erhalten eine zunehmende Bedeutung im Rahmen der Stadt- und Ortsplanung und des Stadtumbaus.

## Geschichte der Stadtplanung
Die frühsten Zeugnisse komplexer Stadtplanung finden sich in der Indus-Kultur (Harappakultur), die ab ca. 2600 v. Chr. Städte baute, die als Besonderheit unter anderem eine gleichförmige Form der Städte aufwies oder auch das Vorhandensein von Wasserversorgung und Kanalisation.
Frühe Zeugnisse der Stadtplanung finden sich in der Geschichte des Städtebaus in China schon während der Shang-Dynastie mit u. a. dem Bau der Hauptstadt Xibo (1548–1399 v. Chr.).
In Griechenland entstanden ab dem 7. Jahrhundert v. Chr. etwa 1000 griechische Städte mit oder ohne Plan. Vor allem die Städteneugründungen im Mittelmeerraum ab etwa 450 v. Chr. wurden nach einem rasterförmigen Plan erbaut. Stadtplaner Hippodamos von Milet (5. Jahrhundert v. Chr.) entwickelte dazu sein „hippodamisches System“, ein System aus gleichmäßigen und gleich großen Parzellen. Die römischen Städte übernahmen viel von diesem griechischen System der Rasterstädte mit Hauptstraßen (decumani) oft von Osten nach Westen und Querstraßen (cardi), die dann die bebauten Rechtecke (insulae) bildeten. Agora (griechisch) oder Forum hießen die Zentren der Städte.
In Frankreich oder Deutschland wurde der geplante römische Stadtgrundriss später durch ein unregelmäßiges Straßennetz überlagert (Trier, Aachen), das nach verbreiteter Lehrmeinung zufällig entstanden ist. Nach neueren Erkenntnisse könnte jedoch zahlreichen der im Hochmittelalter im deutschen Sprachraum neu gegründeten Städten ein stadtplanerischer Entwurf zugrunde liegen, der auf Grundlage einer Kombination von rechtwinkligem Straßennetz und Kreisbogensegmenten gezielt ein Straßennetz gestaltete, das an die Bedürfnissen der Stadtbewohnern und die Funktion der verschiedenen Einrichtungen sowie den Gegebenheiten der Umgebung angepasst war; dabei konnte z. B. die Bedeutung einer Kathedrale unterstrichen, der Schwung eines Flussbogens aufgenommen oder die Anbindung eines Marktplatzes an die Überlandstraßen oder einen Hafen optimiert werden (siehe auch Mittelalterliche Stadtplanung).
Bekannte Planungen in Europa stellen u. a. Valletta (1565), gebaut nach Plänen des Festungsbaumeisters Francesco Laparelli da oder die Idealstädte der Renaissance wie Freudenstadt zur Zeit von Herzog Friedrich I. (um 1600) durch  Baumeister Heinrich Schickhardt (1558–1635) sowie Pienza, ein erstes Beispiel einer „humanistischen“ Stadtplanung oder Sabbioneta, geplant durch Festungsbaumeister und Herzog Vespasiano Gonzaga (1531–1591). Anregungen dieser Art fanden im westlichen Europa Verbreitung.
Große Eingriffe in die Stadtstruktur wie durch die Planungen von Georges-Eugène Haussmann (1809–1891) veränderten Paris und waren Beispiel für andere große Residenzstädte im Klassizismus.
Die Hochindustrialisierung in der Gründerzeit führte zu einem beispiellosen Wachstum der Städte, mit planmäßig angelegten Stadtteilen und Um- und Ausbau der Vorstädte, in einem bisher nie dagewesenen Ausmaß (siehe: Gründerzeitviertel).

## Stadtplanung in Deutschland
Gesetzliche Grundlage für stadtplanerisches Handeln in Deutschland bildet das Baugesetzbuch (BauGB). Im BauGB werden förmliche Verfahren zur Aufstellung verschiedener Pläne geregelt. Das Baugesetzbuch unterscheidet zwischen dem „Allgemeinen Städtebaurecht“ und dem „Besonderen Städtebaurecht“. Die Begriffe Städtebaurecht und Bauplanungsrecht werden dabei synonym verwendet.

### Allgemeines Städtebaurecht
Den höchsten Stellenwert nimmt die Bauleitplanung ein, die zwei Planwerke von unterschiedlicher Detailschärfe und Verbindlichkeit unterscheidet:
- Als vorbereitender Bauleitplan dient der Flächennutzungsplan (FNP, auch F-Plan), der das gesamte Gemeindegebiet umfasst und die Grundlage für die Ausarbeitung von detaillierten Plänen für Teile des Gemeindegebietes dient. Im FNP werden Aussagen über die zukünftig beabsichtigte Verteilung von Bodennutzungen getroffen, also die Verteilung und Zuordnung von Wohn-, Gewerbe-, Frei- und Sonderflächen sowie die Lage wichtiger Verkehrsstraßen. Der FNP ist aus dem Regionalplan zu entwickeln und hat einen zeitlichen Planungshorizont von rund 15 Jahren. Nach Abschluss des Aufstellungsverfahrens mit intensiver Beteiligung der Öffentlichkeit und der Behörden und sonstiger Träger öffentlicher Belange wird der Flächennutzungsplan vom Gemeinderat beschlossen. Der Flächennutzungsplan entfaltet gegenüber Privaten keine Rechtswirkung, sondern ist nur für öffentliche Stellen verbindlich.

- Für Teilbereiche eines Gemeindegebietes werden verbindliche Bauleitpläne, die Bebauungspläne (B-Plan), als Satzungen aufgestellt. Nach dem Baugesetzbuch gibt es drei Arten von Bebauungsplänen: Qualifizierte Bebauungspläne, vorhabenbezogene Bebauungspläne (Vorhaben- und Erschließungspläne) und einfache Bebauungspläne. Zu diesen drei Arten von Bebauungsplänen ermöglicht das Baugesetzbuch noch verschiedene Unterarten wie den Bebauungsplan der Innenentwicklung. Bebauungspläne können neben den Aussagen zur Verteilung der Bodennutzungen auch gestalterische Festsetzungen und bestimmte Grundstücksrechte enthalten. Bebauungspläne sind parzellenscharf. Sie durchlaufen bei ihrer Aufstellung im Regelfall das gleiche Verfahren zur Öffentlichkeits- und Behördenbeteiligung wie der Flächennutzungsplan. Bebauungspläne werden vom Gemeinderat als Satzung beschlossen. Sie sind danach unmittelbar rechtswirksam gegenüber jedermann, insbesondere den Grundstückseigentümern im Plangebiet.

### Besonderes Städtebaurecht
Das Besondere Städtebaurecht regelt die Vorbereitung und Durchführung von städtebaulichen Sanierungs- und Entwicklungsmaßnahmen für Maßnahmen der Stadtsanierung, der besonderen städtebaulichen Entwicklung, des Stadtumbaus, der Sozialen Stadt und des Städtebaulichen Denkmalschutzes. Es legt die Rahmenbedingungen für weitere städtebauliche Private Initiativen fest.
Im Besonderen Städtebaurecht finden sich auch die Regelungen zur Aufstellung von Erhaltungssatzungen, Städtebaulichen Geboten, Sozialplänen und dem Härteausgleich.

### Weitere Regelungen im Baugesetzbuch
Das Dritte Kapitel des BauGB regelt die Wertermittlung, Baulandangelegenheiten, Zuständigkeiten und Verwaltungsverfahren.
Aufgrund der Regelungen des Baugesetzbuches werden Rechtsverordnungen erlassen:
- Die Baunutzungsverordnung (BauNVO) bestimmt für verschiedene Typen von Baugebieten Art und Maß, in der ein Grundstück genutzt werden darf und enthält Vorgaben über Bauweise und überbaubare Grundstücksfläche.
- Die Planzeichenverordnung (PlanzV) enthält Vorgaben für die plangrafische Darstellung von Bauleitplänen.
- Die Immobilienwertermittlungsverordnung (ImmoWertV) regelt die Ermittlung der Verkehrswerte von Grundstücken.

### Bauordnungsrecht
Eng verzahnt mit dem Bauplanungsrecht nach dem BauGB ist das Bauordnungsrecht der Bundesländer. Auf der Grundlage der Landesbauordnungen können eine Reihe gestalterischer Festsetzungen erfolgen.

### Informelle Pläne und Programme
Zu den Aufgaben der Stadtplanung gehört neben der Abwicklung formeller Planungsverfahren auch die Aufstellung informeller Planwerke und Programme. Unter informellen Plänen sind alle Pläne oft ohne gesetzliche Grundlage zu verstehen, die von der Planungsverwaltung freiwillig aufgestellt werden und daher weitgehend behördenverbindlich sind. Sie dienen in der Regel zur Erarbeitung von Planungsalternativen und sollen bei der Aufstellung formeller Pläne beachtet werden. Obwohl informelle Pläne aller Art denkbar sind, haben sich einige Standard-Planwerke herausgebildet:
- Stadtentwicklungsplan, auch Kommunaler Entwicklungsplan,
- Städtebaulicher Rahmenplan zur förmlichen Vorbereitung einer Sanierung in einem Sanierungs- oder Entwicklungsgebiet gem. § 140 Abs. 4 BauGB
- Integriertes Stadtentwicklungskonzept (InSEK), häufig bei geförderten Gebieten
- Städtebaulicher Vertrag, Stadtumbauvertrag gem. § 171c BauGB
- Dorferneuerungsplan bei der Förderung der Dorferneuerung

sowie auch
- Stadtteil- und Quartierskonzepte
- Sanierungskonzepte oder Rahmenplan für geförderte Sanierungsgebiete
- Regionalplan, Regionalstudien, Regionalmanagement, Regionale Entwicklungskonzepte
- Städtebauliche Nutzungsstudien für u. a. der Nachnutzung großflächiger Industrie- oder Konversionsbrachen (zumeist bei früherer militärischer Nutzung)

sowie auf der Ebene der Trassierungs- und Verkehrsplanung
- Planfeststellungsverfahren, bei denen die Belange unterschiedlicher Träger im Verfahren angemessen Berücksichtigung finden müssen.

Eine am 11. Oktober 2024 in Kraft getretene Änderung der Straßenverkehrs-Ordnung (StVO) hat lokalen Entscheidungsträgern mehr Möglichkeiten gewährt, um Tempo 30, Bewohnerparken und Sonderfahrspuren anzuordnen oder um Flächen für den Rad- und Fußverkehr bereitzustellen. Voraussetzung ist, dass die Sicherheit des Verkehrs nicht beeinträchtigt wird und die Leichtigkeit des Verkehrs berücksichtigt wird.

### Gestaltungsplanung für den öffentlichen Raum
Zum Aufgabengebiet der Stadtplanung gehört auch noch die Gestaltungsplanung für die unterschiedlichen Bereiche. Es sind diese:
- Straßenraumgestaltung
- Gestaltung von Außenanlagen von öffentlichen Einrichtungen im Rahmen der Stadterneuerung und der Dorferneuerung
- Beleuchtungsplanung
- Gestaltungssatzungen

Darüber hinaus gibt es in der Stadtplanung eine lange Tradition von Ideenwettbewerben. Für besonders anspruchsvolle städtebauliche (oder auch architektonische oder ingenieurtechnische) Vorhaben werden Ideenkonkurrenzen nach bestimmten Regeln durchgeführt, die zu einer Vielzahl an Lösungsvorschlägen führen. Aus den eingereichten Arbeiten ermitteln unabhängige Jurys den jeweils bestgeeigneten Entwurf.

## Stadtplanung in Österreich
Das Prinzip der Stadtplanung wird in Österreich ähnlich umgesetzt, wie es in Deutschland der Fall ist. Selbst die Planungsinstrumente, wie etwa der Flächenwidmungsplan oder der Bebauungsplan, werden auf vergleichbare Weise angewendet. In Österreich wird das Verfahren unter dem Begriff Gemeindeplanung geführt, wobei der Wortteil „Gemeinde-“ auch städtische Siedlungsstrukturen mit einbezieht.

## Stadtplanung in der Schweiz
Das Verfahren der Stadtplanung in der Schweiz wird durch das Bundesgesetz über die Raumplanung sowie die jeweiligen Bau- und Raumplanungsgesetze der 26 Kantone geordnet. Die Stadtplanung stützt sich häufig auf Stadtentwicklungskonzepte und Richtpläne. Diese zielen darauf ab, die zahlreichen Themen der Stadtplanung wie Bevölkerungs- und Wirtschaftsentwicklung, Verkehrsplanung, Umweltplanung, Freiraumplanung, Bauplanung usw. zu verknüpfen. Das wichtigste Rechtsinstrument der schweizerischen Stadtplanung ist die Bau- und Zonenordnung – ein Nutzungsplan in der Begriffswelt des Bundesgesetzes über die Raumplanung –, die für jedermann verbindlich mindestens Art und Mass der baulichen Nutzung des Bodens regelt. Mit detaillierteren sogenannten Sondernutzungsplänen wird für städtebaulich bedeutsame Teilgebiete die Nutzung und Überbauung festgelegt („Gestaltungspläne“, „Überbauungspläne“, „Überbauungsordnungen“, „Bebauungspläne“). Wichtig sind in der Stadtplanung aber auch die informellen Verfahren, wie die städtebaulichen Wettbewerbe oder die Architekturwettbewerbe. Sie bilden häufig die Grundlage für rechtliche Festlegungen oder für Verträge mit den Bauwilligen.

## Aktuelle Themen der Stadtplanung
Durch gesellschaftliche Veränderungen ändern sich auch die Aufgabengebiete der Stadtplanung. Während ursprünglich die Bereitstellung geeigneter Flächen für Wohn- und Gewerbenutzung im Vordergrund stand, beschäftigt sich die Stadtplanung heute besonders auch mit folgenden Aufgaben, welche sich teilweise überlappen:
Bürgerbeteiligung
Die bestehenden Verfahren zur Information und Beteiligung der Öffentlichkeit in Planungsverfahren werden häufig als unzureichend betrachtet. Starke öffentliche Proteste, wie beim Umbau des Stuttgarter Hauptbahnhofs, zeigen das starke öffentliche Interesse an der stärkeren Mitwirkung in Planungsentscheidungen auf verschiedenen räumlichen Ebenen und in der Fach- wie auch der allgemeinen städtebaulichen Planung. Zunehmend wird daher in der Stadtplanung versucht, neue und stärkere Formen der Beteiligung und Entscheidung durch die Öffentlichkeit zu implementieren, die über die gesetzlichen Regelungen hinausgehen. Dem wird entgegengehalten, dass stärkere Öffentlichkeitsbeteiligung der Durchsetzung reiner „Nimby“-Interessen Vorschub leisten kann, sich somit die sich am stärksten und professionellsten artikulierenden Interessen gegenüber schwächeren, aber möglicherweise objektiv begründeteren Interessen durchsetzen können.
Digitalisierung, „Smart City“
Technologische Innovationen und neue digitale Werkzeuge und Angebote durchdringen immer stärker Städte und ihre Planung. Vielfach wird hiervon ein Gewinn an Effizienz und Lebensqualität in Städten erwartet. Gesamtheitliche Entwicklungskonzepte, die auf die Entfaltung dieser Gewinne abzielen, nutzen häufig das Schlagwort „Smart City“. Kritiker befürchten eine Zunahme der Überwachung und eine zu starke Rolle großer Technologiekonzerne gegenüber den demokratisch legitimierten Institutionen.
Festivalisierung
Viele Städte erhoffen sich derzeit neue Impulse für die Weiterentwicklung von Stadträumen durch die Planung und Durchführung großer Veranstaltungen aus den Bereichen Musik, Kultur, Freizeit oder Sport. Ebenso finden sich Hoffnungen auf Wachstumsimpulse und Ausstrahlungseffekte durch Unternehmen der Kulturwirtschaft in fast jedem Leitbild städtischer Planungen wieder. Beispiele solcher „Festivals“ oder „Events“ sind Veranstaltungen im Rahmen der Kulturhauptstadt Europas, Internationale Bauausstellungen, EXPO-Weltausstellungen oder Sportgroßveranstaltungen bis hin zu den Olympischen Spielen. Mit großem finanziellem Aufwand werden insbesondere Innenstadträume auf derartige Veranstaltungen vorbereitet und umgestaltet. Durch gezielte nationale Kulturförderung aus Mitteln der staatlichen Lotterie ist diese Entwicklung in Stadtzentren Großbritanniens besonders anschaulich zu beobachten (Millennium-Projekte). Kennzeichnend für die Umsetzung derartiger Großvorhaben sind Kooperationsstrukturen, welche die Kommune mit der lokalen Privatwirtschaft und einzelnen Akteuren eingeht. Positivbeispiele für eine sich selbst tragende Entwicklung der Stadterneuerung im Zeichen der Festivalisierung finden sich in der Belebung der Stadtkerne von Manchester, Wolfsburg und Lille.
Gentrifizierung
Die Gentrifizierung ist ein Vorgang, der zunächst mehr durch politisch-wirtschaftliche Vorgänge erzeugt wird, als durch die Stadtplanung. Sehr hohe bzw. steigende Mieten oder Wohneigentumspreise gegenüber nicht steigenden Löhnen zwingen Bewohner in andere, entferntere Stadtteile zu ziehen oder auch nur in bestimmte Stadtteile ziehen zu können. Hierdurch wird die typische gewachsene urbane Mischung von allen Bevölkerungsschichten aufgelöst. Kleinräumige soziale Mischung hat gemeinhin positive Wirkungen auf den gesamtgesellschaftlichen Zusammenhalt und gesellschaftlichen Aufstieg Benachteiligter. Eine weitere Entfremdung und Anonymisierung der Gesellschaft, Verarmung der Bevölkerung in vielen Stadtgebieten sowie eine allgemeine Segregation (Entmischung) soll vermieden werden.
Neuer Urbanismus
Ein übergreifendes Thema der heutigen Stadtplanung ist der Neue Urbanismus (New Urbanism). Seit den 1970er Jahren findet die Blockrandbebauung, die Mischnutzung von Quartieren verbunden mit einer höheren städtischen Dichte, sowie die Orientierung der Siedlungsentwicklung an fußläufiger Erreichbarkeit und dem Öffentlichen Personennahverkehr wieder größere Beachtung als zuvor unter dem Leitbild der Charta von Athen. Gesetzgeberisch fand dies unter anderem Ausdruck in der Einführung der neuen Gebietskategorie „Urbanes Gebiet“ in der Baunutzungsverordnung.
Quartiersentwicklung
Im Zuge der Umgestaltung vormals industriell genutzter Flächen, die mit dem Wachstum der Stadt inzwischen als innerstädtisch angesehen werden, tritt die Quartiersentwicklung in den Fokus der Aufmerksamkeit, etwa die Hamburg-HafenCity, der Medienhafen Düsseldorf, der Rheinauhafen und die Parkstadt Süd in Köln oder die Umnutzung von ehemaligen Flughäfen wie dem Flughafen Berlin-Tegel, dem Flughafen Köln-Butzweilerhof oder der heutigen Messestadt Riem in München. Wegen der nicht zu leugnenden signifikanten Auswirkungen auf die Umgebung treffen diese zumeist von Großinvestoren realisierten gemischt genutzten Projekte nicht selten auf große Akzeptanzprobleme bei der umliegenden Bevölkerung. Als Chance gesehen wird andererseits die Möglichkeit, Fragen etwa der Nachhaltigkeit oder der Digitalisierung an einem Neubauprojekt beispielhaft umzusetzen.
Büro- zu Wohraumumwandlung
Vor dem Hintergrund von Leerstand und gleichzeitigem Wohnraummangel in Städten werden Möglichkeiten und Grenzen bei der Umwandlung von Büroflächen in Wohnraum eruiert. Verschiedenen Perspektiven werden analysiert, darunter baurechtliche, chronologische, typologische, technische, wirtschaftliche sowie Erschließungsaspekte und Grundrissvarianten. Umnutzungen bieten ein bedeutendes Potenzial zur Linderung des Wohnraummangel in deutschen Großstädten, sind jedoch auch mit erheblichen technischen und wirtschaftlichen Herausforderungen verbunden. Die Umnutzung ist zudem oft mit erheblichen Kosten verbunden, da umfassende bauliche Veränderungen erforderlich sind. Dies führt dazu, dass viele der potenziellen Umnutzungen wirtschaftlich nicht rentabel sind, insbesondere wenn das Ziel die Schaffung von bezahlbarem Wohnraum ist. Um das Potenzial auszuschöpfen, sind innovative Konzepte und eine enge Zusammenarbeit zwischen Politik, Stadtplanung und Immobilienwirtschaft erforderlich.
Rekonstruktion
Vermehrt wird heute der Wiederaufbau im Zweiten Weltkrieg zerstörter Gebäude und Stadtstrukturen kontrovers diskutiert und teilweise umgesetzt, obwohl deren Zerstörung nun bereits lange zurückliegt. Bekannte Beispiele sind die Frauenkirche in Dresden, das Berliner Stadtschloss oder die restaurierte Frankfurter Altstadt. Von Gegnern als rückwärtsgewandt und kitschig kritisiert, werden die Rekonstruktionen häufig in der allgemeinen Bevölkerung und durch Touristen positiv bewertet.
Schrumpfende Stadt
Seit einigen Jahren beschäftigt sich Stadtplanung mit sogenannten Shrinking Cities, also schrumpfenden Städten. Sie sind ein Phänomen krisenhafter Stadtentwicklung, das durch Strukturkrisen, Abwanderung und generellen Bevölkerungsrückgang durch das Ungleichgewicht von Geburtenrate und Sterberate verursacht wird. Hierbei muss Stadtplanung nicht auf Wachstum orientiert agieren, sondern sich mit den Problemen auseinandersetzen, die sich durch die immer dünner besiedelten Kommunen und dem Brachfallen ganzer Stadtquartiere ergeben. Eine besondere Herausforderung stellt die Anpassung der planungsrechtlichen Regularien dar, die hauptsächlich unter Gesichtspunkten des Umgangs mit Wachstum geschaffen worden sind.
Soziale Stadt
Bereits 1999 haben Bund und Bundesländer unter dem Programmtitel „Soziale Stadt“ ein Förderprogramm für „Stadtteile mit besonderem Entwicklungsbedarf“ aufgelegt. Ziel dieses Programms ist es, der sich verschärfenden sozialen und räumlichen Spaltung in den Städten gegenzusteuern. Im Vordergrund steht die Einbeziehung der betroffenen Bevölkerungsgruppen und den lokalen Akteuren in den Stadtteilen (siehe Quartiersmanagement). Angestrebt wird ein ganzheitlicher Planungsansatz, der über rein baulich-gestalterische Maßnahmen hinausgeht.
Städtebauliche Kriminalprävention
Der Ansatz der städtebaulichen Kriminalprävention zielt darauf, durch baulich-technische und sozialräumliche Maßnahmen Tatgelegenheiten zu reduzieren und das Sicherheitsempfinden der Bevölkerung zu stärken. Hierzu zählt insbesondere auch die Vermeidung von Angsträumen. In Zusammenarbeit mit der Polizei können Sicherheitsanforderungen bereits im Stadium der Planung von Gebäuden und Außenanlagen berücksichtigt werden. Das Baugesetzbuch (BauGB) setzt für die städtebauliche Kriminalprävention keine konkreten Vorgaben, sondern lediglich allgemeine Planungsziele (§ 1 Abs. 5 BauGB) und Planungsleitlinien (§ 1 Abs. 6 BauGB).
Stadtumbau
Der Umgang mit bestehenden Stadtquartieren bekommt einen wachsenden Stellenwert in der Stadtplanung, da vielfach die vorhandenen Siedlungsstrukturen nicht mehr den heutigen Anforderungen genügen und planerische Maßnahmen erfordern. Das Problem des Stadtumbaus stellte sich zunächst in Ostdeutschland, wo die Abwanderung aus den Plattenbausiedlungen Umstrukturierungen notwendig machte. Inzwischen wurden die Förderprogramme auf Gesamtdeutschland ausgedehnt, sodass bundesweit nunmehr umfassende Maßnahmen zur Neuordnung bestehender Stadtteile oder Stadtquartiere und zum geordneten Rückbau nicht mehr benötigten Wohnraums umgesetzt werden können.
Umweltgerechtere Stadtplanung
Die Erkenntnis, dass Städte einen großen und weiter wachsenden Teil der Weltbevölkerung beherbergen und dabei für einen hohen Teil der weltweiten Emissionen verantwortlich sind, gleichzeitig durch ihre hohe Dichte aber besondere Potenziale zur Effizienzsteigerung aufweisen, hat dazu geführt, dass besondere Hoffnungen auf eine Reduzierung von Emissionen und eine Steigerung der städtischen Lebensqualität in einen umweltgerechten Umbau der Städte gelegt werden. Im Mittelpunkt stehen hier Energieeffizientes Bauen, eine stärkere Rolle des Umweltverbundes in der städtischen Mobilität, die Verbesserung des Stadtklimas durch Freihaltung von Luftschneisen, Einrichtung und Erhalt von Parkanlagen und Freiräumen und der Einschränkung der Versiegelung.

## Aus- und Weiterbildung

### Studium der Stadtplanung in Deutschland
Stadtplanung kann in Deutschland in Studiengängen mit verschiedenen Vertiefungsrichtungen studiert werden. Das Studium schließt mit Bachelor und Master ab. An einigen deutschen Hochschulen, sowie in Österreich und der Schweiz werden Teile der Stadtplanung als Vertiefungsrichtung der Architektur, Geografie oder anders lautender Studiengänge angeboten.
Der Beirat der Fachschaften für Stadt- und Raumplanung (bfsr) vertritt die Studierendenschaft der deutschsprachigen Vollstudiengänge der räumlichen Planung. Auf dem semesterweise stattfindenden Planer:InnenTreffen vernetzen sich Studierende der Studienstandorte.
An folgenden deutschen Hochschulen werden Vollstudiengänge im Fach Stadtplanung angeboten:
- Technische Universität Berlin (Stadt- und Regionalplanung)
- Brandenburgische Technische Universität Cottbus (Bachelor Stadtplanung und Städtebau / Master Stadt- und Regionalplanung)
- Hochschule Ostwestfalen-Lippe, Studienort Detmold (Stadtplanung)
- Technische Universität Dortmund (Raumplanung)
- Fachhochschule Erfurt (Stadt- und Raumplanung)
- HafenCity Universität Hamburg (Stadtplanung)
- Rheinland-Pfälzische Technische Universität Kaiserslautern-Landau, in Kaiserslautern (Raumplanung / Stadt- und Regionalentwicklung)
- Universität Kassel (Stadt- und Regionalplanung)
- Hochschule für Wirtschaft und Umwelt Nürtingen-Geislingen (Bachelor Stadtplanung)
- Bauhaus-Universität Weimar (Urbanistik)
- Technische Hochschule Lübeck (Stadtplanung)
- Hochschule für angewandte Wissenschaften Weihenstephan-Triesdorf (Bachelor Stadtplanung)

Darüber hinaus existieren weitere Universitäten und Fachhochschulen, an denen Stadtplanung als Aufbau- oder Vertiefungsrichtung angeboten wird (hier eine beispielhafte Auswahl):
- Rheinisch-Westfälische Technische Hochschule Aachen (Architektur/Städtebau, Angewandte Geografie / Stadtplanung)
- FH Aachen (Master Stadtplanung)
- Universität Bayreuth (Geografie/Raumplanung)
- Technische Universität Berlin (Master Urban Design, Planung und Betrieb im Verkehrswesen)
- Ruhr-Universität Bochum (Geografie-Master Stadt- und Regionalentwicklungsmanagement)
- Rheinische Friedrich-Wilhelms-Universität Bonn (Vermessungswesen/Städtebau)
- Technische Universität Darmstadt (Architektur/Städtebau, Bauingenieurwesen / Umwelt- und Raumplanung)
- Technische Universität Dresden (Geografie mit Nebenfach Stadt-, Regional- und Landesplanung)
- Fachhochschule Frankfurt (Architektur/Städtebau)
- HafenCity Universität Hamburg (Master Urban Design, Ressourceneffizienz in Architektur und Planung)
- Universität Hannover (Architektur/Städtebau)
- Karlsruher Institut für Technologie (Master Raum- und Infrastrukturplanung)
- Hochschule Koblenz (Master Stadtplanung)
- Technische Universität München (Master Urbanistik)
- Universität Münster (Geografie mit Schwerpunkt Orts- / Regional- und Landesentwicklung / Raumplanung)
- Hochschule Neubrandenburg (Bachelor und Master Landnutzungsplanung)
- Universität Siegen (Master Städtebau)
- Universität Stuttgart (Architektur/Städtebau)
- Hochschule für Technik Stuttgart (Master Stadtplanung)
- Universität Trier (Angewandte Geografie / Raumentwicklung)

### Weiterbildungsmöglichkeiten in Deutschland
Ähnlich wie im deutschen Architekturstudium dürfen sich die Absolventen der entsprechenden Studiengänge nicht sofort als „Stadtplaner“ oder „Stadtplanerinnen“ bezeichnen. Voraussetzung ist die Eintragung in die Stadtplanerliste einer Architektenkammer. Diese setzten meist ein mindestens vierjähriges Studium, eine zweijährige Berufstätigkeit und mehrere Weiterbildungen voraus. Genaue Bestimmungen sind den Regularien der Architektenkammern zu entnehmen. Weiterbildungen sind bei dem Wunsch der Titelführung also obligatorisch. Diese sind aber oft keine Grundvoraussetzung, um stadtplanerische Arbeiten auszuführen, da ohnehin keine Bauvorlageberechtigung o. Ä. per Weiterbildung erworben werden kann. Eine weitere Verfahrensweise nach dem Abschluss ist der Anschluss eines städtebaulichen Referendariates. Mit diesem besteht die Möglichkeit der beruflichen Weiterqualifikation für die Absolventen. Das Referendariat ist einerseits ein Vorbereitungsdienst für den höheren bautechnischen Verwaltungsdienst, andererseits eine umfassende praxisorientierte Zusatzausbildung. Ziel des Referendariats ist die Vermittlung umfassender Kenntnisse auf den Gebieten Verwaltung, Recht, Planung, Betrieb und Menschenführung, die weit über das im Studium vermittelte Wissen hinausgehen.
Die Ausbildung gliedert sich in informatorische Tätigkeiten und praktische Mitarbeit bei unterschiedlichen Dienststellen der öffentlichen Verwaltung, wobei der Schwerpunkt in der Planungs- und Bauverwaltung liegt. Daneben bestehen üblicherweise regelmäßige wöchentliche Arbeitsgemeinschaften der Referendare, bei denen in Form von Vorträgen, Referaten und Fachexkursionen umfangreiches Fachwissen vermittelt wird. Ergänzt wird die Ausbildung durch verschiedene längere Fachlehrgänge. Zum Abschluss des zweijährigen Referendariats sind mündliche und schriftliche Prüfungen abzulegen, danach sind die Absolventen berechtigt, den Titel „Bauassessor“ zu tragen.
Einige öffentliche und private Planungsträger, zum Beispiel Stadtverwaltungen oder Projektentwicklungs-Gesellschaften, bieten zur Weiterqualifizierung von Stadtplanungsabsolventen auch eigene Trainee-Programme an. Ähnlich dem Referendariat erhalten die Kandidaten dabei die Gelegenheit, Verwaltungsabläufe kennenzulernen, Fachwissen zu vertiefen und sich praxisnah einzuarbeiten.

### Studium der Stadtplanung in Österreich und der Schweiz
In Österreich kann Stadtplanung an der Universität Wien (Geografie / Raumforschung und Raumordnung), an der Universität für Bodenkultur (Landschaftsplanung) in Wien sowie an der Technischen Universität Wien (Architektur / Raumplanung und Raumordnung) studiert werden.
In der Schweiz ist das Studium der Stadtplanung an zwei Hochschulen möglich: Als Nachdiplom-Studium an der ETH Zürich oder an der Hochschule für Technik Rapperswil. Die Universität Zürich bietet einen berufsbegleitenden Studiengang in Urban Management an. An der ETH Zürich kann zudem ein Masterstudium (MSc) in "Raumentwicklung und Infrastruktursysteme" absolviert werden, wo raumplanerische Fragestellungen behandelt werden.

### Berufsverbände/Kammern
In Deutschland darf sich nur Stadtplaner oder Freier Stadtplaner nennen, wer in die Stadtplanerliste einer Architektenkammer eingetragen ist.
Für den Bereich der Stadtplanung bestehen in Deutschland drei Berufsverbände bzw. Vereine:
1. Vereinigung für Stadt-, Regional- und Landesplanung e. V. (SRL)
2. Deutsche Akademie für Städtebau und Landesplanung (DASL)
3. Informationskreis für Raumplanung e. V. (IfR)

In der Schweiz heißt der Berufsverband Fachverband Schweizer Planer (FSU).